# Steve Hooks
Steve Hooks, eigentlich Stephen George Hooks (* 25. März 1946 in Ottumwa, Iowa; † 14. März 2019 in München) war ein US-amerikanischer Jazzmusiker und -Komponist, vorwiegend bekannt als Saxophonist.

## Leben
Hooks  wuchs in Iowa auf. Er hat vier Brüder  und eine Schwester. 1959 zog seine Familie nach Tomah, Wisconsin. Im Alter von fünf Jahren begann er mit Klavierunterricht, mit neun Jahren fing er an, Klarinette zu spielen und spielte dann in der Schulband, wo er 1962 auf das Baritonsaxophon wechselte. 1963 zog seine Familie dann nach Memphis, Tennessee, wo er 1964 die Schule beendete und im Anschluss mittels eines Stipendiums ein Studium an der Memphis State University begann, das er zugunsten einer Karriere als Vollzeitmusiker in der Memphiser Soul-Szene aufgab.
Von 1966 bis 1968 diente er in Missouri in der US Army und spielte dort in Fort Leonard Wood in der Armeeband. Danach spielte er mit verschiedenen Soul-, Rock ’n’ Roll, Country- und Jazz-Interpreten zusammen. 1970 ging er nach Los Angeles, Kalifornien. Von 1972 bis 1975 durchreiste er neben Tennessee auch Missouri, Kentucky und Oklahoma und trat in Städten wie St. Louis, Dallas und Nashville auf. Er leitete seine Jazz-Band „The Steve Hooks Band“ und spielte mit Musikgrößen zusammen wie Al Aarons, Jimmy Smith, Paul Humphreys, Ray Drummond, Buddy Jones, Billy Childs, Ernie Andrews, Johnny Hammond Smith, Gary Willis, The Platters, The Drifters, The Ink Spots, Gabor Szabo, Raoul de Souza, John Patitucci. Ab 1969 spielte er auch Alt- und Tenorsaxophon. In diese Zeit fallen auch seine Arbeiten als fester Songwriter im Stab von Broadway Music in Muscle Shoals (1973), bei Warner Brothers Music in Hollywood (1980) und Hitz Galore Music in Van Nuys (1981). Dort begann er professionell Musik zu machen.
1995 zog er nach Deutschland, wo er sich in München niederließ. Als musikalischer Leiter der Weather Girls tourte er bis 1999 durch das Land, ebenso zweieinhalb Jahre mit Charly Antolini auf dessen Tourneen durch Deutschland, Österreich, Italien und die Schweiz. Auch in Deutschland gründete er wieder eine „Steve Hooks Band“. Er arbeitete für verschiedene Studio- und Filmproduktionen und weiter mit bekannten Musikern zusammen. Hooks zählt zu den Saxophonisten, die auf zwei verschiedenen Saxophonen Melodien spielen können.
Er war zweimal verheiratet und hinterließ eine Tochter und einen Sohn.